# Тесла (бренд)
Тесла (Tesla) је назив бренда под чијим се именом продају различити електронски уређаји осмишљени за комерцијално тржиште Србије и околних држава. У понуди су различити модели таблета, мобилних телефона, телевизора и клима уређаја.

## Историја
Инспирација за овај бренд је Никола Тесла, српски проналазач.
Бренд је покренула групација Comtrade у јуну 2014. године, пласирајући на тржиште Србије таблет по приступачној цени. Од тада су знатно проширени и понуда и број тржишта, па се Тесла уређаји, сем у Србији, продају и у Босни и Херцеговини, Црној Гори, Хрватској, Македонији, Румунији, Словенији, Мађарској, Бугарској, Швајцарској и источној Африци. Продајна мрежа обухвата преко 30 дистрибутивних партнера.
Фирма која управља целим асортиманом апарата и пласманом Тесла бренда је Comtrade Distribution, са седиштем у Београду.

## Пословни модел
Тесла је један од неколико брендова који су се појавили на тржишту Западног Балкана, а које одликује сличан пословни модел. Производи који се продају под називима ових брендова рекламирају се као домаћи у матичној држави (Тесла у Србији, Ноа у Хрватској и други), али се комплетан процес производње одвија у Кини. У кинеским фабрикама се на уређаје лепи лого одређеног бренда. Кинеске фабрике обично нуде готове производе регионалним компанијама које стоје иза брендова. Ове компаније могу тражити измену одређених карактеристика телефона како би их прилагодили тржишту и цени, али обично немају никакав утицај на њихов развој.